# Patrick R. Harding
Patrick R. Harding ( * 1931 - ) es un micólogo inglés, muy popular en Gran Bretaña por sus apariciones en la BBC divulgando el mundo del los hongos.
Su doctorado lo desarrolla acerca de flora de turberas. 

## Algunas publicaciones

### Libros
- 2008. Harding, PR. Mushroom Miscellany. Ed.Collins. 208 pp. ISBN 0007284640
- 2007. Harding, PR; T Lyon. How to Identify Edible Mushrooms. Ed. Collins. 192 pp. ISBN 0007259611
- 2006. Harding, PR. Mushroom Hunting. Need to Know?. Ed. Collins. 192 pp. ISBN 000721507X
- 2005. Harding, PR. Patrick's Florilegium. Ed. Hallamshire Publ. Ltd. ISBN 1874718660
- 2004. Harding, PR; A Outen. Gem Mushrooms. Ed. Collins GEM. 256 pp. ISBN 0007183070
- 2003. Harding, PR. Mushrooms & Toadstools . Ed. Collins GEM. 256 pp. ISBN 0007147120
- 1999. Harding, PR (autor); ST Buczacki (editor); J Wilkinson (editor). Mushrooms & Toadstools. Ed. Collins. 256 pp. ISBN 0004722701
- 1998. Harding, PR; G Tomblin.  How to Identify Trees. Ed. Collins. 192 pp. ISBN 0002200678
- 1996. Harding, PR (autor); T Lyon (autor); R Gillmor (autor); G Tomblin (autor, ilustrador); N Hammond (autor). How to Identify Edible Mushrooms. Ed. Collins. 192 pp. ISBN 000219984X

- La abreviatura «Harding» se emplea para indicar a Patrick R. Harding como autoridad en la descripción y clasificación científica de los vegetales.[1]